# Wilhelm Matull
Wilhelm Matull (né le 28 mai 1903 à Königsberg et mort le 24 août 1985 à Düsseldorf) est un journaliste et historien allemand. En tant que fonctionnaire, il travaille dans l'éducation politique[évasif].

## Biographie
Matull obtient son diplôme d'études secondaires à Königsberg en 1923, puis étudie l'histoire, les études allemandes, la musicologie et l'éducation à l'Université de Königsberg et à l'Université Louis-et-Maximilien de Munich jusqu'en 1928. Il rejoint le SPD en 1923 et devient président de la Jeunesse ouvrière socialiste (de) de Königsberg en 1925. De 1928 à 1933, il travaille comme critique d'art et rédacteur pour la Königsberger Volkszeitung (de) du parti. L'époque nazie lui apporte la persécution et l'emploi aux chemins de fer est-allemands (de) et aux usines de Schichau. De 1946 à 1954, il est directeur général du Centre de formation pour adultes de Hanovre. Il est ensuite directeur du Centre national d'éducation politique de Basse-Saxe pendant deux ans. En 1956/57, il travaille à l'Agence fédérale pour l'éducation civique à Bonn, puis à l'Agence d'État d'éducation civique (de) à Düsseldorf jusqu'en 1968,,, plus récemment en tant que conseiller ministériel.
En tant qu'auteur et éditeur, Matull se fait connaître grâce à ses recherches historiques sur le mouvement ouvrier est-allemand et aux livres de mémoire de Prusse-Orientale.

## Publications
- Liebes altes Königsberg: Ein Buch der Erinnerung. Rautenberg & Möckel, Leer, 1954[7].
- Werden und Wesen der deutschen Sozialdemokratie. J. H. W. Dietz, Berlin/Hanovre, 1957.
- Große Deutsche aus Ostpreußen. Gräfe & Unzer, Munich, o. J. (1970).
- Ostpreußens Arbeiterbewegung. Geschichte und Leistung im Überblick. Holzner, Wurtzbourg, 1970.
- Ostdeutschlands Arbeiterbewegung. Abriß ihrer Geschichte, Leistung und Opfer, Holzner, Wurtzbourg, 1973[8].
- Reise nach Ostpreußen, Westpreußen und Danzig. Gräfe & Unzer, Munich, 1975.
- Erlebte Geschichte zwischen Pregel und Rhein. Erinnerungen aus drei Generationen, 1845–1980. Forschungsstelle Ostmitteleuropa, Dortmund, 1980[9].